# Ubocze (gromada)
Ubocze (od 1 VII 1968 Gryfów Śląski) – dawna gromada, czyli najmniejsza jednostka podziału terytorialnego Polskiej Rzeczypospolitej Ludowej w latach 1954–1972.
Gromady, z gromadzkimi radami narodowymi (GRN) jako organami władzy najniższego stopnia na wsi, funkcjonowały od reformy reorganizującej administrację wiejską przeprowadzonej jesienią 1954 do momentu ich zniesienia z dniem 1 stycznia 1973, tym samym wypierając organizację gminną w latach 1954–1972.
Gromadę Ubocze z siedzibą GRN w Uboczu utworzono – jako jedną z 8759 gromad na obszarze Polski – w powiecie lwóweckim w woj. wrocławskim, na mocy uchwały nr 21/54 WRN we Wrocławiu z dnia 2 października 1954. W skład jednostki weszły obszary dotychczasowych gromad: Ubocze ze zniesionej gminy Ubocze i Rząsiny ze zniesionej gminy Rząsiny w tymże powiecie. Dla gromady ustalono 21 członków gromadzkiej rady narodowej.
1 stycznia 1960 z gromady Ubocze wyłączono wieś Rząsiny, włączając ją do znoszonej gromady Niwnice; do gromady Ubocze włączono natomiast obszar zniesionej gromady Proszówka tamże. Tego samego dnia przeniesiono też siedzibę GRN gromady Ubocze z Ubocza do Gryfowa Śląskiego, zachowując jednak nazwę gromada Ubocze.
1 lipca 1968 gromadę Ubocze zniesiono w związku ze zmianą nazwy jednostki na gromada Gryfów Śląski.